# Comalets
Comalets, o los Comalets, és un indret del terme de Sant Esteve de la Sarga, al Pallars Jussà, en el territori del poble de Castellnou de Montsec.
Està situat a l'extrem nord-est del terme municipal, al nord-est del poble de Castellnou de Montsec, al nord de Casa Colomina.